# Judge Whitaker
Wetzel O. Whitaker surnommé Judge Whitaker (30 septembre 1908, Heber City, Utah - 1er novembre 1985, Murray, Utah) est un animateur américain ayant travaillé pour les studios Disney.

## Biographie
Après 1960, il quitte Disney et participe à plusieurs projets dans différents studios.

## Filmographie

### Comme animateur
- 1939 : Agent Canard
- 1940 : La Blanchisserie de Donald
- 1940 : L'Entreprenant M. Duck
- 1940 : Donald a des ennuis
- 1940 : Donald fait du camping
- 1941 : Le Dragon récalcitrant
- 1941 : Donald cuistot
- 1942 : Donald bagarreur
- 1942 : Donald à l'armée
- 1942 : Donald se camoufle
- 1943 : Gauche... Droite
- 1944 : Donald et le Gorille
- 1944 : Donald est de sortie
- 1945 : Le Pingouin à sang froid (séquence de Les Trois Caballeros)
- 1945 : Donald emballeur
- 1945 : Donald et Dingo marins
- 1946 : Chevalier d'un jour (A Knight for a Day)
- 1946 : Straight Shooters
- 1946 : La Boîte à musique
- 1946 : Donald gardien de phare
- 1947 : Pépé le grillon
- 1947 : Coquin de printemps
- 1948 : Mélodie Cocktail
- 1948 : Donald et les Fourmis
- 1949 : Attention au lion
- 1949 : Le Miel de Donald
- 1949 : Donald fait son beurre
- 1949 : Jardin paradisiaque
- 1949 : Slide Donald Slide
- 1950 : Cendrillon
- 1950 : Pluto joue à la main chaude
- 1950 : Donald à la plage (Bee at the Beach)
- 1951 : Drôle de poussin
- 1951 : Une partie de pop-corn
- 1951 : Alice au pays des merveilles
- 1952 : Lambert le lion peureux
- 1953 : Peter Pan
- 1983 : Mickey Mouse Disco